# Diamonds Are a Girl's Best Friend

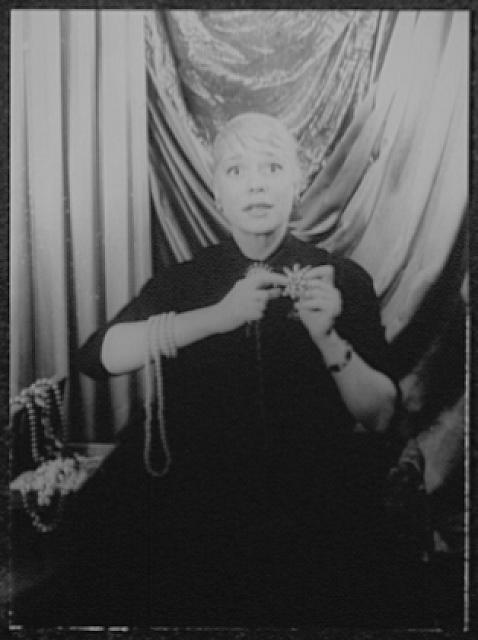
Carol Channing mentre canta Diamonds are a girl's best friend

Diamonds Are a Girl's Best Friend è una canzone presentata da Carol Channing, inserita nella sceneggiatura originale del musical Gli uomini preferiscono le bionde nel 1949, scritta da Jule Styne e Leo Robin basata su una storia di Anita Loos.

## Versioni famose
- Marilyn Monroe la canta nel film del 1953 Gli uomini preferiscono le bionde ed è probabilmente la versione più famosa e conosciuta. Curiosità di questa versione è il fatto che Marilyn sia stata "aiutata" in due frangenti: il primo sulla frase «These rocks don't lose their shape, diamonds are a girl's best friend», e all'inizio, in una serie di «no!» molto acuti; in entrambi i casi è stata doppiata dal soprano Marni Nixon.
- Julie London la interpreta nel 1961 per il suo album Whatever Julie Wants.
- Dalida la interpretò in lingua francese, in televisione nel 1974, col titolo Diamants.
- Nicole Kidman la esegue nel film del 2001 Moulin Rouge!.
- Beyoncé Knowles la canta nel 2007, per uno spot della nuova fragranza Emporio Armani Diamonds.
- Nel 100º episodio di Gossip Girl Serena van der Woodsen, interpretata da Blake Lively, fa un sogno dove lei è Marilyn e canta Diamonds are Girl's Best Friend (Episodio 5x13).
- Scenografia, colori e coreografie della scena originale sono stati riutilizzati nel video Material Girl di Madonna.
- Nel 2010 viene riarrangiata per il film Burlesque che vede come protagoniste Cher e Christina Aguilera. Nel nuovo arrangiamento viene utilizzata la melodia originale cantata da Marilyn Monroe ma  l'ultima strofa è cantata da Christina Aguilera.
- Viene cantata nel 2013 nella serie televisiva Glee.